# G.729
G.729 – standard kodowania (kodek) mowy stosowany w telefonii VoIP. Algorytm jego oparty jest na kodowaniu próbek o długości 10 milisekund i generuje przepływność 8 kbit/s. Istnieją też jego odmiany generujące przepływność 6,4 i 11,8 kbit/s, dające odpowiednio nieznacznie gorszą lub lepszą jakość dźwięku. G.729 używa kodowania CS-ACELP.
Bardzo popularna jest wersja G.729a kodeka, która jest oczywiście kompatybilna z G.729, wymaga ona nieco mniejszej mocy obliczeniowej przy kompresji, jednak kosztem nieznacznego obniżenia jakości połączenia. Istnieje także wersja G.729b, w której wykrywane są momenty ciszy, będące następnie odpowiednio kompresowane. Kodek G.729 został również rozbudowany o obsługę szerokopasmowego kodowania mowy i dźwięków – zakres przenoszonych częstotliwości w tym przypadku rozszerzony jest do przedziału 50 Hz – 7 kHz. To rozszerzenie standardu jest nazywane G.729.1.
Początkowo G.729 obwarowany był ograniczeniami patentowymi i z tego powodu przy zastosowaniach komercyjnych należało wykupić licencję – właścicielem jej był The G.729 Consortium. W styczniu 2017 r. patenty na ten kodek wygasły i nie są już pobierane za niego tantiemy.